# Абамелек-Лазарев, Семён Семёнович
Князь Семён Семёнович Абамелек-Лазарев (12 (24) ноября 1857 — 19 сентября (2 октября) 1916; до 1873 года — князь Абамелек, также встречается написание фамилии Абамелик-Лазарев) — российский промышленник конца XIX — начала XX века.
Был владельцем Чёрмозского частновладельческого горнозаводского округа, наследник и последний представитель промышленного рода Лазаревых и князей Абамелек-Лазаревых; к началу Первой мировой войны — один из богатейших людей России. Почётный опекун Лазаревского института восточных языков; председатель Совета московских армянских церквей. Шталмейстер двора Е. И. В. Археолог-любитель, автор многочисленных сочинений на самые различные темы.

## Биография
Родился в семье князя Семёна Давыдовича Абамелека, представителя аристократического армянского рода, и княгини Елизаветы Христофоровны Абамелек, в девичестве Лазаревой (1832—1904). После смерти в 1873 году деда по матери Христофора Екимовича Лазарева, промышленника и последнего представителя миллионерского рода Лазаревых, фамилия Лазаревых Высочайшим указом была присоединена к фамилии князей Абамелек.
В 1872—1877 годах учился в гимназии при Санкт-Петербургском историко-филологическом институте. В 1881 году окончил историко-филологический факультет Санкт-Петербургского университета со степенью кандидата (сочинение «Ферейские тираны»).
В 1881—1882 годах вместе с художником В. Д. Поленовым и профессором А. В. Праховым совершил путешествие по странам Средиземноморья. В 1882 году, во время поездки в Сирию, на раскопках Пальмиры нашёл известняковую плиту с надписью на греческом и арамейском языках, содержащую таможенный тариф 137 г. н. э., сыгравшую затем большую роль в исследовании арамейского языка. За это открытие Академия надписей Франции (одна из пяти академий Института Франции) признала Абамелек-Лазарева своим адъюнктом. В 1884 году он издал по результатам раскопок роскошно оформленную книгу «Пальмира», в 1897 году — книгу «Джераш».
С февраля 1884 года он был зачислен на службу по Министерству народного просвещения. Но с конца 1880-х годов Абамелек-Лазарев сосредоточился на управлении бизнесом. С 1888 года, после смерти отца, Абамелек-Лазарев стал руководителем принадлежавшего матери «Пермского имения» — Чёрмозского частновладельческого горнозаводского округа. Абамелек-Лазарев лично и активно управлял огромным комплексом предприятий до самой смерти, живя, в основном, в Санкт-Петербурге и в Италии.
С 30 августа 1893 года — в должности шталмейстера.
С января 1895 года член Горного совета — коллегии при Горном департаменте Министерства Финансов (а затем Министерства Торговли и промышленности). С 1898 года — действительный статский советник.
В 1897 году женился на Марии Павловне Демидовой (известной под именем Моина), княжне Сан-Донато (1877—1950), представительнице другого известного уральского горнозаводского рода, дочери Павла Павловича Демидова, князя Сан-Донато. Брак был бездетным.
В 1904 году унаследовал от матери всё её огромное состояние.
С 1905 года — шталмейстер высочайшего двора.
В 1916 году скоропостижно (от разрыва сердца) скончался в Кисловодске. Похоронен в семейном склепе на Смоленском армянском кладбище Санкт-Петербурга.
С апреля 1889 года Абамелек-Лазарев был попечителем Лазаревского института восточных языков (основанного его предками по материнской линии в 1815 году); почётным мировым судьёй Крапивенского уезда Тульской губернии; членом Комитета Попечительства императрицы Марии Фёдоровны о глухонемых; действительным членом Русского археологического общества; членом Особого комитета по усилению военного флота на добровольные пожертвования; членом Общества попечения об увечных воинах, калеках и брошенных детях; председателем строительного комитета русского православного храма в Риме (храм Св. Николая Чудотворца). Абамелек-Лазарев продолжал по обычаю армянских предков Лазаревых финансово поддерживать армяно-григорианскую церковь в России. Абамелек-Лазарев, однако, не увлекался благотворительной деятельностью в объёме большем, чем то было принято в высшей аристократической среде того времени.
Абамелек-Лазарев — автор книг как по специальным вопросам горного дела и налогообложения в данной сфере, так и по геополитическим и военным вопросам (возможность всеобщего мира, итоги и оценка деятельности русской армии в русско-японскую войну). В сфере горного дела Абамелек-Лазарев выступал против идеи так называемой «горной свободы» (свободного доступа к месторождениям полезных ископаемых), за сохранение исторических привилегий горнозаводчиков. Политические взгляды Абамелек-Лазарева были консервативно-монархическими и антисемитскими (в частности, он не нанимал на работу евреев), он участвовал в деятельности монархического политического салона Б. В. Штюрмера.
Абамелек-Лазаревым был учреждён «Романовский кубок» — приз за авиационный перелёт из Санкт-Петербурга в Москву и обратно за 24 часа (1912—1913 годы) и «Кубок им. С. С. Абамелек-Лазарева» за перелёт из Одессы в Санкт-Петербург.
По завещанию Абамелек-Лазарева, вилла в Риме и доходы от заграничных ценных бумаг передавались в пожизненное пользование его жене, после её смерти вилла должна была быть передана Академии Художеств, а доходы от капиталов — на устройство медико-санитарных пунктов в Крапивенском уезде Тульской губернии.
Документы Абамелек-Лазарева сохранились с большой полнотой и образуют отдельный фонд в Российском государственном архиве древних актов.

## Промышленная деятельность Абамелек-Лазарева
Основным активом кн. Абамелек-Лазарева было так называемое «Пермское имение» — Чёрмозский частный горнопромышленный округ. Это имение было куплено предком князя И. Л. Лазаревым в 1778 году у баронов Строгановых и после этого в неразделяемом виде передавалось по наследству в роду Лазаревых, а после его прекращения — в роду князей Абамелек-Лазаревых. При покупке размер имения составлял 777 тыс. десятин (8490 км²), в нём было 9875 душ крепостных. В 1804 году имение было организовано как горнопромышленный округ, что делало имение нераздельным при наследовании, давало владельцам преимущества (пользование трудом приписанных к заводам крестьян) при обязательстве поддерживать металлургическое производство.
Округ располагался в Пермской губернии, с центром в поселении Чёрмоз, захватывая поселения Кизел, Полазна (Полазня), Губаха, Хохловка. В современном состоянии территория старого округа разделена между несколькими административными районами Пермского края, а вид местности сильно изменился из-за превращения р. Камы в Камское водохранилище.
Организация производства была типичной для старых горнопромышленных округов Урала: в пределах округа находились месторождения железной руды, несколько небольших металлургических и металлообрабатывающих заводов, огромные лесные дачи были предназначены для снабжения заводов топливом (древесным углём). Основной транспортной артерией, связывавший заводы между собой и с рынками сбыта, была река Кама (с преобладанием караванного сплава). Также энергия реки использовалась и для привода механизмов (заводы имели пруды и плотины). Выгодной особенностью Пермского имения было наличие огромных запасов каменного угля (Кизеловский угольный бассейн). В состав имения входили также соляные промыслы в Усолье и Ленве (совместно с другими владельцами, прежде всего Строгановыми). В 1890-х годах была начата небольшая по объёму разработка платины. В 1878 году в достаточной близости от имения была проведена Березниковская ветка Пермской железной дороги, что поставило имение в выгодное положение по отношению к другим старым частным округам.
Добыча каменного угля представляла собой наиболее динамично развивавшуюся и устойчивую часть бизнеса Абамелек-Лазарева. Пермское имение захватывало значительную часть Кизеловского угольного бассейна, крупнейшего месторождения Урала. Разработка велась на Кизеловских и Нижнегубахинских (на реке Косьва) копях. В 1879 через Кизел прошла железная дорога (Луньевская ветка Уральской горнозаводской железной дороги), что значительно расширило возможности сбыта. Добыча угля, по мере развития существующих и основания новых рудников, непрерывно расширялась. В 1880 году было добыто 1,4 млн пудов угля, в середине 1890-х добыча достигла 6 млн пудов, к 1900 году — 12 млн пудов, в период 1906—1908 — 35 млн пудов, в период 1914—1915 добыча поднялась до 50 млн пудов. Основными потребителями угля выступали железные дороги, вторую значимую группу составляли близлежащие промышленные предприятия различного профиля. Лазаревский уголь, имевший высокое содержание серы, так и не нашёл применение в металлургии, и лазаревские предприятия продолжали использовать в металлургических процессах древесный уголь (в отличие от заводов Юга России). Добыча угля представляла собой надёжный бизнес, так как была защищена от любых конкурентов расстоянием — при железнодорожных тарифах начала XX века перевозка на 100 км от места добычи увеличивала стоимость угля в два раза. Добыча на Лазаревских копях достигла пика в конце 1950-х годов (12 млн тонн) и поддерживалась до 1990-х годов, когда, в результате падения стоимости железнодорожных перевозок, она оказалась экономически нецелесообразной и была свёрнута.

## Известные виллы и дома, принадлежавшие Абамелек-Лазаревым

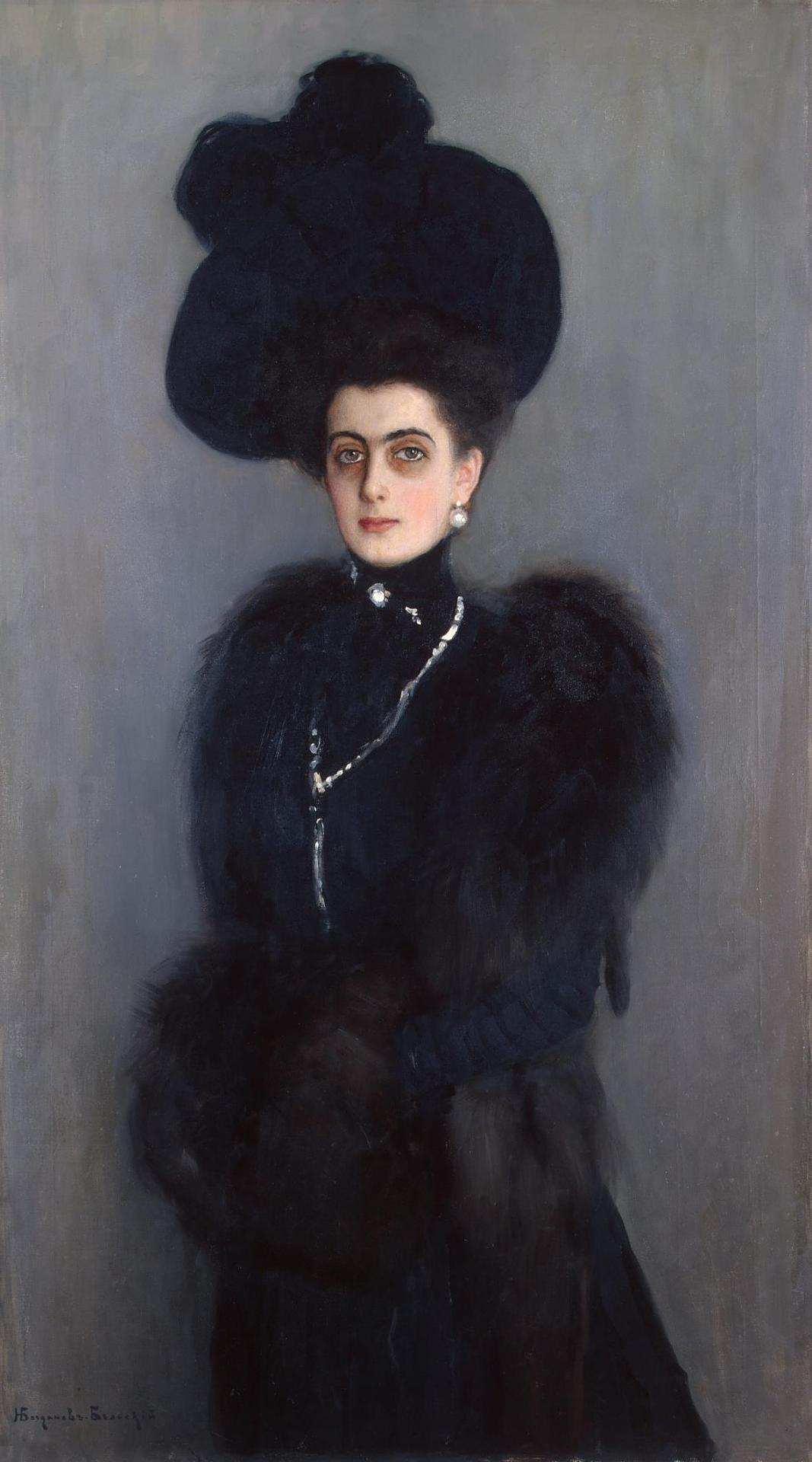
М. П. Абамелек-Лазарева (портрет Н.Богданова-Бельского)

- Вилла Абамелек[итал.] в Риме. В 1903—1913 годах (за несколько покупок) Абамелек-Лазарев приобрёл виллу Ферони в Риме на Яникульском холме. Территория виллы составляла около 30 га, она включала в себя различные постройки: небольшой дворец «Бельведере» (XVII век) и «Дворец муз», активно и с большими затратами перестраивавшийся Абамелек-Лазаревым (в том числе, им был устроен небольшой домашний театр). Абамелек-Лазарев собрал на вилле хорошую коллекцию произведений изобразительного искусства. С 1923 года Советское правительство вело с княгиней М. П. Демидовой судебный процесс за виллу, закончившийся в пользу княгини в 1936 году. В 1946 году правительство Королевства Италии на возмездной основе конфисковало виллу и в 1947 году передало её СССР. Вилла с этого момента использовалась как резиденция советского (а затем российского) посла в Италии. Вилла поддерживается в хорошем состоянии, однако на её территории появились новые постройки. В 2003—2007 годах на территории виллы построен православный храм св. Екатерины. На вилле на средства армянской диаспоры Рима в 2000-х годах установлен памятник С. С. Абамелек-Лазареву. 41°53′23″ с. ш. 12°26′48″ в. д.HGЯO
- Вилла Пратолино близ Флоренции, с 1860 года принадлежавшая Демидовым, была получена супругой Абамелек-Лазарева Марией Павловной от матери в качестве свадебного подарка в 1897 году. Княгиня М. П. Абамелек-Лазарева, часто жившая на вилле и до революции, с 1917 года жила на ней непрерывно до самой смерти в 1955 году и здесь же похоронена. Княгиня, сумевшая сохранить существенные средства, поддерживала виллу в хорошем состоянии. После смерти бездетной княгини вилла, пройдя через несколько собственников, была выкуплена итальянским государством и музеефицирована. Вилла, построенная Тосканскими герцогами во второй половине XVI века, представляет значительный художественный интерес. Здание виллы окружают великолепные сады с многочисленными павильонами, скульптурами и фонтанами, выполненными в маньеристическом стиле. Особо известна гигантская скульптура Джамболоньи «Аллегория Аппенин». 43°51′31″ с. ш. 11°18′16″ в. д.HGЯO
- Особняк в Санкт-Петербурге (наб. р. Мойки, д. 23 — Миллионная ул., д. 24). На участке, купленном в 1911 году, кн. Абамелек-Лазарев в 1913 году начал строительство особняка. Автором проекта был популярный молодой архитектор Иван Фомин. Строительство особняка заняло 1913 и 1914 годы, причём был перестроен весь комплекс смежных зданий, а дом 23 по набережной Мойки был выстроен заново на месте снесённого и получил новый фасад. Особняк выполнен в строгом и простом неоклассическом стиле, большую ценность представляют хорошо сохранившиеся роскошные интерьеры, также неоклассические. Также Абамелек-Лазареву принадлежали и два смежных дома: наб.р. Мойки 21 — Миллионная ул. 22 (куплен в 1911 году, перестроен архитектором Е. С. Воротиловым в 1907—1913 годах) и наб.р. Мойки 25 — Миллионная ул. 26 (куплен в 1914 году). Все три здания совместно оценивались в 1,4 млн руб.[когда?] 59°56′32″ с. ш. 30°19′17″ в. д.HGЯO

## Сочинения С. С. Абамелек-Лазарева
- Ферейские тираны // ЖМНП. — сентябрь 1880 (кандидатская диссертация)
- Пальмира. Археол. исслед. кн. С. Абамелек-Лазарева. — СПб.: тип. Имп. Акад. наук, 1884. — [2], 84 с., 13 л. ил.; 38[8].
- Джераш (Gerasa). Археологическое исследование кн. С. Абамелек-Лазарева. — СПб., 1897. — 140 с.
- Вопрос о недрах и развитие горной промышленности в XIX столетии / Сост. чл. Горн. сов. кн. Абамелек-Лазарев. — СПб.: тип. СПб. АО печ. и писчебум. дела «Слово», 1902. — 324 с.
- Сказания иностранцев о русской армии в войну 1904—1905 гг. / Изд. кн. Абамелек-Лазарева. — СПб.: тип. «Родник», 1912. — 301 с., 2 л. карт.
- Условия славного и прочного мира. — Москва : тип. М. О. Аттая и К°, 1914. — 23 с.
- Задачи России и условия прочного мира. — Петроград: тип. З. Соколинского, 1915. — 76 с.

## Награды
Российской империи
- Орден Святого Владимира 3-й степени[9]
- Орден Святого Станислава 1-й степени (1905)[10]
- Орден Святой Анны 1-й степени (1907)[10]
- Орден Святого Владимира 2-й степени (1909)[10]
- Орден Белого орла (1912)[10]
- Медаль «В память царствования императора Александра III» (1896)[10]
- Медаль «В память коронации Императора Николая II» (1896)[9]
- Медаль «В память 300-летия царствования дома Романовых» (1913)[10]

Иностранных государств
- Знак отличия «Les officiers de l’Instruction publique» (Третья Французская республика, 1884)[10]
- Орден Святого Саввы 1-й степени (Королевство Сербия, 1910)[10]